# Eosentomon vulgare
Eosentomon vulgare är en urinsektsart som beskrevs av Andrzej Szeptycki 1984. Eosentomon vulgare ingår i släktet Eosentomon och familjen trakétrevfotingar. Inga underarter finns listade i Catalogue of Life.